# 38821 Ліньчінся
38821 Ліньчінся (38821 Linchinghsia) — астероїд головного поясу, відкритий 9 вересня 2000 року.
Тіссеранів параметр щодо Юпітера — 3,578.
Названо на честь акторки Лінь Чінся(Бріджит Лін)